# Nissan Qashqai
Nissan Qashqai är en mindre crossovermodell, tillverkad av Nissan som presenterades 2007. Modellen hade ingen egentlig föregångare och delar bottenplatta med Nissan Note. Qashqai, som fått sitt namn efter nomadfolket Qashqai, tillverkas som femdörrars halvkombi med SUV-liknande proportioner. 
Modellen finns i första generationen med antingen fram- eller fyrhjulsdrift i kombination med fyra motorer; två bensindrivna på 1,6 och 2,0 liters slagvolym samt två dieselalternativ på 1,5 och 2,0 liter. Qashqai utvecklades i Europa och tillverkas i Sunderland, Storbritannien, men säljs även i bland annat Japan (som Nissan Dualis) och i USA (som Nissan Rogue).

## Qashqai J10 (2006–2013)
Nissan presenterade första generationen Qashqai 2007 och tillverkades fram till 2013.

### Qashqai +2
Juli 2008 presenterade Nissan en något större modell, vid namn Qashqai+2. Detta möjliggjorde en tredje sätesrad, då modellen förlängdes med 211 mm och den bakre takhöjden höjdes med 38 mm.

## Qashqai J11 (2013–2021)
Andra generationen Qashqai presenterades i London den 7 November, 2013.